# Auschwitzproces

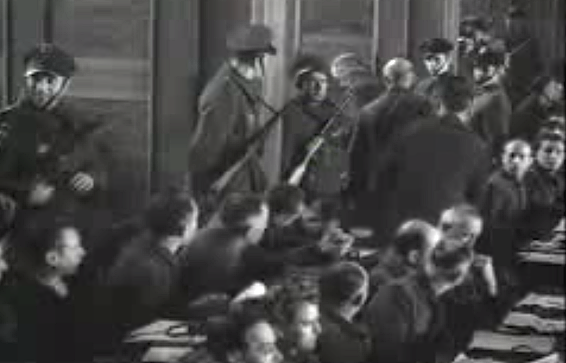
Het eerste Auschwitzproces in Krakau, november–december 1947

Bij het Auschwitzproces werden de oorlogsmisdadigers berecht die tijdens de Tweede Wereldoorlog actief waren in concentratiekamp Auschwitz. Er waren twee Auschwitzprocessen.

## Eerste Auschwitzproces
Het eerste Auschwitzproces vond plaats van 24 november tot 22 december 1947 in Krakau. Daarvoor was kampcommandant Rudolf Höss al veroordeeld tot de doodstraf en opgehangen in Auschwitz op 16 april 1947. 
De terdoodveroordeelden werden op 24 januari 1948 opgehangen in de Montelupich Gevangenis van Krakau.

### Beklaagden
- Hans Aumeier — doodstraf
- August Bogusch — doodstraf
- Theresa Brandl — doodstraf
- Arthur Breitwiser — doodstraf, later omgezet tot levenslange opsluiting, vrijgelaten 18 januari 1959
- Alexander Bülow — 15 jaar gevangenis, vrijgelaten 1956
- Fritz Buntrock — doodstraf
- Luise Danz — levenslange opsluiting, vrijgelaten 20 augustus 1957
- Erich Dinges — 5 jaar gevangenis, vrijgelaten 1953
- Wilhelm Gehring — doodstraf
- Paul Gotze — doodstraf
- Maximilian Grabner — doodstraf
- Hans Hoffmann — 15 jaar gevangenis, vrijgelaten 28 juli 1956
- Karl Jeschke — 3 jaar gevangenis, vrijgelaten  18 april 1950
- Heinrich Josten — doodstraf
- Hermann Kirschner — doodstraf
- Hans Koch — levenslange opsluiting, overleden 14 juli 1955
- Josef Kollmer — doodstraf
- Johann Kremer — doodstraf, omgezet naar levenslange opsluiting, vrijgelaten 9 januari 1958
- Hildegard Lächert — 15 jaar gevangenis, vrijgelaten 1956
- Arthur Liebehenschel — doodstraf
- Anton Lechner — levenslange opsluiting, vrijgelaten 1957
- Eduard Lorenz — 15 jaar gevangenis, vrijgelaten 8 december 1955
- Herbert Ludwig — doodstraf
- Maria Mandl — doodstraf
- Adolf Medefind — levenslange opsluiting, overleden 8 augustus 1948
- Karl Mockel — doodstraf
- Kurt Mueller — doodstraf
- Erich Muehsfeldt — doodstraf
- Hans Münch — Vrijspraak
- Detlef Nebbe — levenslange opsluiting, vrijgelaten 24 oktober 1956
- Alice Orlowski — 15 jaar gevangenis, vrijgelaten 19 december 1956
- Ludwig Plagge — doodstraf
- Franz Romeikat — 15 jaar gevangenis, vrijgelaten 25 juni 1956
- Richard Schröder — 10 jaar gevangenis, vrijgelaten 1953
- Hans Schumacher — doodstraf
- Karl Seufert — levenslange opsluiting, vrijgelaten 2 november 1957
- Paul Szczurek — doodstraf
- Harvey Taunt — doodstraf
- Johannes Weber — 15 jaar gevangenis, overleden 11 oktober 1949

## Tweede Auschwitzproces
Het tweede Auschwitzproces vond plaats van 20 december 1963 tot 19 augustus 1965 in Frankfurt am Main. Hierbij werden 20 oorlogsmisdadigers die actief waren in Auschwitz, berecht. Hierbij werden geen doodstraffen uitgesproken. Zes aangeklaagde nazi's kregen een levenslange gevangenisstraf. Er werden echter ook drie mensen vrijgesproken.
Een aantal veroordeelden bij dit tweede massa-proces waren: Willi Stark, Pery Broad, Josef Klehr, Stefan Baretzki, Wilhelm Boger, Robert Mulka, Oswald Kaduk en dr. Franz Lucas.
Over de aanloop naar het tweede Auschwitzproces gaat de Duitse film Im Labyrinth des Schweigens. 

## Vervolgprocessen
In december 1965 werden Joseph Erber en Wilhelm Burger berecht. Erber werd op 16 september 1966 veroordeeld tot een levenslange gevangenisstraf. Daarna werd tussen 1973 en 1981 nog een aantal oorlogsmisdadigers individueel berecht, onder wie Willi Rudolf Sawatzki, Frey Czerwinski en Karl Schmidt. 
Ook in de 21e eeuw hebben nog processen plaatsgevonden.
Onder andere was er in 2016 nog te Detmold een proces tegen de toen 94-jarige voormalige SS-Unterscharführer Reinhold Hanning, die als kampbewaker in Auschwitz had gewerkt. De Joods-Duitse Holocaustoverlevende Erna de Vries, twee jaar jonger dan Hanning, legde daarbij een getuigenverklaring af. Hanning werd schuldig bevonden, maar overleed in de hoger-beroepfase, zodat de veroordeling formeel-juridisch niet tot stand kwam.
Van 10 mei tot 17 juli 2007 vond in het Fritz Bauer Institut, een wetenschappelijke instelling betreffende de studie van de Holocaust in Frankfurt am Main, een tentoonstelling over het tweede Auschwitzproces plaats.